# Масколо, Джозеф
Джозеф Масколо (англ. Joseph Mascolo; 13 марта 1929[…], Уэст-Хартфорд — 8 декабря 2016[…] или 7 декабря 2016, Санта-Кларита, Калифорния) — американский актёр кино и телевидения, наиболее известный своей ролью злодея Стефано Димера в мыльной опере «Дни нашей жизни» (за 34 года появился в 1623 эпизодах).

## Биография
Джозеф Масколо родился 13 марта 1929 года (1935 года?) в городе Западный Хартфорд, штат Коннектикут в семье эмигрантов из Италии, Пьетро (1901—2008) и Анны Масколо (1910—2010), которые поженились в 1928 году и прожили в браке 80 лет. Джозеф окончил Университет Майами, где обучался музыке и драматическому искусству, и Военную академию США.
Профессионально играл на кларнете, в частности выступал в оркестре Метрополитен-оперы. В 1982 году познакомился с Лучано Паваротти, и они оставались близкими друзьями до самой смерти тенора в 2007 году.
С 1953 по 1986 год был женат на Роуз Меймон (скончалась), затем с 2005 года — на Патриции Шульц. От первого брака есть сын Питер.
Джозеф Масколо скончался 8 декабря 2016 года в Лос-Анджелесе.

## Награды
- 1984 — Дайджест мыльных опер в номинации «Лучший злодей в дневной мыльной опере» за сериал «Дни нашей жизни».
- 1985 — Дайджест мыльных опер в номинации «Лучший злодей в дневном сериале» за сериал «Дни нашей жизни».
- 1997 — Дайджест мыльных опер в номинации «Лучший злодей» за сериал «Дни нашей жизни»[9].

## Избранная фильмография
- 1969 — Хорошие парни[англ.] — шофёр (в одном эпизоде)
- 1972 — Большая победа Шафта! (Shaft’s Big Score) — Гас Маскола
- 1973 — Призрак, который сидит у двери[англ.] — сенатор Хеннингтон
- 1974 — Все в семье (All in the Family) — мистер Бушмилл (в одном эпизоде)
- 1975 — Баретта (Baretta) — Фрэнк Кассел (в одном эпизоде)
- 1975—1976 — Бронк[англ.] — Пит Сантори, мэр (в 25 эпизодах)
- 1976 — Коджак (Kojak) — Джефф Брэддок, детектив
- 1977 — Подмена[англ.] — Мартин Лорример↔Филлип Аспен (в одном эпизоде)
- 1977 — Досье детектива Рокфорда (The Rockford Files) — Гибби (в одном эпизоде)
- 1978 — Челюсти 2 (Jaws 2) — Лен Петерсон
- 1978 — Лу Грант (Lou Grant) — Макинтайр (в одном эпизоде)
- 1979 — Невероятный Халк[англ.] — мистер Арнольд (в одном эпизоде)
- 1981 — Команда Шарки (Sharky’s Machine) — Джо Типпс
- 1982 — Да, Джорджио[англ.] — Доминик Джордано
- 1982—1985, 1988, 1991, 1993—2001, 2007—2016 — Дни нашей жизни (Days of Our Lives) — Стефано Димера[англ.] (в 1623 эпизодах).
- 1985 — Санта-Барбара (Santa Barbara) — Карло Альварес (в 12 эпизодах)
- 1986 — Блюз Хилл-стрит (Hill Street Blues) — Мелвин Джардино (в одном эпизоде)
- 1986 — Гнев (Heat) — «Малыш»
- 1987 — Из грязи в князи[англ.] — Виктор Лесков (в одном эпизоде)
- 1988 — Эквалайзер[англ.] — Тони Коста (в одном эпизоде)
- 1989 — Невероятный Халк: Испытание — Альберт Тенделли
- 1989 — Главный госпиталь (General Hospital) — Николас ван Бюрен (в шести эпизодах)
- 2001—2006 — Дерзкие и красивые (The Bold and the Beautiful) — Массимо Мароне (в 475 эпизодах)